# No me compares
"No Me Compares" (em português:  Não Me Compares) é uma canção gravada pelo cantor e compositor espanhol Alejandro Sanz. Foi lançado como o primeiro single de seu nono álbum de estúdio La Música No Se Toca (2012). A canção foi lançada para download digital em 25 de junho de 2012. No dia do lançamento, ele colocou um lyric video em seu canal VEVO no YouTube e no final do vídeo, ele anunciou o nome de seu novo álbum, La Música No Se Toca.
O single foi indicado ao Grammy Latino de 2012 nas categorias Canção do Ano e Gravação do Ano, mas perdeu nas duas. É tema de abertura da telenovela mexicana Amores Verdaderos, e uma versão com participação de Ivete Sangalo faz parte da trilha sonora da telenovela brasileira Salve Jorge.

## Informações da música
A canção é uma canção romântica sobre Alejandro contando o amor que ele sente por uma mulher. No início do coro canta "Vengo del aire, Que te secaba a ti la piel, mi amor". Significa "Venho do ar que lhe secava a pele, meu amor." Também no final do segundo refrão ele terminou a parte principal da música, cantando "Yo soy tu alma, tú eres mi aire". Significa "Eu sou sua alma, você é meu ar."

## Vídeo Musical
Alejandro Sanz lançou o vídeo da música em seu canal VEVO em 29 de junho de 2012, quatro dias após a liberação do áudio. O vídeo da música foi filmado em Miami, Florida. O enredo do clipe é sobre as memórias de Alejandro de seu passado, sendo lavada ao longo da costa da praia. Ele começa pequeno, com pequenos objetos, em seguida, torna-se cada vez maior. Durante este tempo é mostrado flashbacks de sua infância, que é interpretado por Fabio Leal e um amor perdido. No final ela volta e se afastam uns dos outros.
O diretor do vídeo foi Ethan Lader, que também dirigiu vídeos para muitos artistas famosos em todo o mundo, como Bruno Mars, Mariah Carey e Jason DeRulo.

## Performances ao vivo
No site oficial de Alejandro, ele anunciou que ele fará parte do "Cap Roig Festival 2012" e irá realizar uma performance. Então, em sua página no site do festival, que anunciou que Alejandro vai executar "No Me Compares" ao vivo pela primeira vez em 18 de agosto no festival. Depois disso, ele realizou essa música em muitas apresentações, incluindo sua recente turnê mundial, La Musica No Se Toca Tour, e no Grammy Latino de 2012.

## Faixas
| Download digital |                  |                |                             |         |  |
| N.º              | Título           | Compositor(es) | Produtor                    | Duração |  |
| 1.               | "No Me Compares" | Alejandro Sanz | Alejandro Sanz, Julio Reyes | 4:42    |  |

## Desempenho nas tabelas
| Parada (2012-2013)                             | Melhor posição |
| ---------------------------------------------- | -------------- |
| Colômbia - Top Nacional                        | 7              |
| Honduras - Top 50                              | 34             |
| México Airplay Chart (Billboard International) | 4              |
| México (Monitor Latino)                        | 1              |
| Espanha (PROMUSICAE)                           | 1              |
| Estados Unidos (Billboard Hot Latin Songs)     | 1              |
| Estados Unidos (Billboard Latin Pop Airplay)   | 1              |
| Estados Unidos (Billboard Tropical Airplay)    | 1              |

| Parada (2012)        | Posição |
| -------------------- | ------- |
| Espanha (PROMUSICAE) | 20      |

## Versão com Ivete Sangalo
"Não Me Compares" é uma canção gravada pelo cantor e compositor espanhol Alejandro Sanz com a participação da cantora brasileira Ivete Sangalo. Foi lançada em 1 de dezembro de 2012 como parte da versão brasileira do disco La Música No Se Toca, que foi lançado no Brasil com a participação de Ivete e outros artistas nacionais.

### Composição e promoção
A canção é interpretada em espanhol por Alejandro Sanz e em português por Ivete Sangalo, sendo a versão das estrofes assinadas por Sangalo. A música se tornou tema romântico das personagens de Giovanna Antonelli e Alexandre Nero na telenovela  Salve Jorge da autora Glória Perez.

### Faixas
| Airplay |                                                        |                                      |                             |         |  |
| N.º     | Título                                                 | Compositor(es)                       | Produtor                    | Duração |  |
| 1.      | "No Me Compares" (com a participação de Ivete Sangalo) | Alejandro Sanz versão: Ivete Sangalo | Alejandro Sanz, Julio Reyes | 4:42    |  |

### Videoclipe
O vídeo da música foi lançado no canal VEVO de Sanz em 18 de dezembro de 2012. O clipe mostra Alejandro e Ivete cantando em um estúdio enquanto se acariciam.

### Desempenho nas tabelas
| Parada (2012-2013)                | Melhor posição |
| --------------------------------- | -------------- |
| Brasil (Brasil Hot 100 Airplay)   | 5              |
| Brasil (Brasil Hot Pop & Popular) | 11             |